# Ekenäs, Säffle kommun
Ekenäs är en ort i Säffle kommun i Värmland. Den ligger längst ut på Värmlandsnäs.
I Ekenäs finns en gästhamn och campingplats. I anslutning till hamnen och campingplatsen finns en vandringsled som leder ut till Värmlandsnäs sydspets, där man kan beskåda hällristningar och andra fornlämningar.